# سهيل رحماني
سهيل رحماني (بالفارسية: سهیل رحمانی) هو لاعب كرة قدم إيراني في مركز الوسط، ولد في 20 نوفمبر 1988. لعب مع نادي ملوان.